# 황제쥐
황제쥐(Uromys imperator)는 쥐과에 속하는 설치류의 일종이다. 솔로몬 제도에서만 발견된다. 국제 자연 보전 연맹(IUCN)이 "절멸위급종"으로 분류하고 있지만, 이미 멸종되었을 수도 있다.

## 특징
꼬리 길이 250~258mm를 제외한 몸길이가 340~350mm에 이르는 대형 설치류다. 발 길이는 64~66mm, 귀 길이는 19~20mm이다. 등 쪽은 짙은 회색을 띠는 반면에 배 쪽은 희끄무레하다. 귀는 짧고 둥글다.

## 생태
나무 위에서 주로 생활하는 수상성 동물이지만 가끔 땅 위에서도 지낸다.

## 분포 및 서식지
솔로몬제도 과달카날섬의 토착종이다. 북부 평원 지대의 산지 이끼림과 섬 해안가를 따라 서식한다.